# Speechless (canção de Robin Schulz)
"Speechless" é uma canção do DJ alemão, Robin Schulz, com a participação da cantora canadense, Erika Sirola, nos vocais. O single foi lançado em 16 de novembro de 2018, sendo divulgada pela gravadora Warner Music e composta por Schulz, Chris Braide, Teemu Brunila, Dennis "Junkx" Bierbrodt, Guido Kramer, Jürgen Rohr e Stefan Dabruck.

## Gráficos e certificações

### Paradas musicais
| País/Parada (2018–19)                   | Melhor posição |
| --------------------------------------- | -------------- |
| Alemanha (Media Control Charts)         | 7              |
| Áustria (Ö3 Austria Top 40)             | 8              |
| Bélgica (Ultratop Flandres)             | 13             |
| Bélgica (Ultratop Valônia)              | 19             |
| Eslovênia (SloTop50)                    | 4              |
| Eslováquia (Rádio Top 100)              | 6              |
| Estados Unidos (Dance/Electronic Songs) | 31             |
| Estados Unidos (Dance/Mix Show Airplay) | 14             |
| Finlândia (Suomen virallinen lista)     | 8              |
| França (SNEP)                           | 32             |
| Hungria (Rádiós Top 40)                 | 13             |
| Hungria (Dance Top 40)                  | 24             |
| Hungria (Single Top 40)                 | 23             |
| Hungria (Stream Top 40)                 | 39             |
| Itália (FIMI)                           | 70             |
| Países Baixos (Dutch Top 40)            | 7              |
| Países Baixos (MegaCharts)              | 7              |
| Polónia (ZPAV)                          | 2              |
| Suíça (Schweizer Hitparade)             | 9              |

### Certificações
| Alemanha (BVMI) | Ouro    | 200.000^ |
| Áustria (IFPI Áustria)                                                                                             | Ouro    | 15.500*  |
| Suíça (IFPI Suíça)                                                                                                 | Platina | 20.000^  |
| *Números de vendas com base em certificação individual ^Carregamentos enviados com base em certificação individual |         |          |